# 데이비드 델 리오
데이비드 델리오(David Del Rio, 1987년 9월 29일 ~ )는 미국의 배우이다.
마이애미에서 태어났다.

## 출연 작품
- 로드 헤드 (2020년)
- 식 포 토이즈 (2018년)
- 언드래프티드 (2016년)
- 벨코 실험 (2016년) - 로베르토 헤레즈 역
- 스페어 파츠 (2015년)
- 라스트 에너미 (2013, Dead Drop) - 오지 역
- 긱 차밍 (2011년) - 아리 역

### 텔레비전
- 트룹 (2009년) - 필릭스 역
- 더 베이커 앤 더 뷰티
- 그리스 : 라이브 (2016년)